# Private Box
『Private Box』（プライベートボックス）は、ビーグルクルーの8枚目のアルバムである。2021年12月22日発売。発売元はユニバーサルミュージック。

## 概要
- ビーグルクルーとして8枚目のアルバムである。

## 収録曲
1. My HERO〜New ver.〜
2. ONE TEAM
3. なんとかなるやろ(solo ver.)
4. チームメイト
5. 栄光の未来へ
6. PADDLE
7. あの頃なかった世界へ -feat SPENCER-
8. ときめきよ永遠に(solo ver.)
9. ウェディングドレス
10. 祈り
11. 小さなヒーロー(solo ver.)
12. My Place(solo ver.)
13. 流れ星(solo ver.)